# L'Âne portant des reliques
L'Âne portant des reliques est la quatorzième fable du livre V de La Fontaine situé dans le premier recueil des Fables de La Fontaine, édité pour la première fois en 1668.

## Texte de la fable
Un Baudet, chargé de Reliques,

S’imagina qu’on l’adorait.

Dans ce penser il se carrait,

Recevant comme siens l’Encens et les Cantiques.

Quelqu’un vit l’erreur, et lui dit :

Maître Baudet, ôtez-vous de l’esprit

Une vanité si folle.

Ce n’est pas vous, c’est l’Idole

À qui cet honneur se rend,

Et que la gloire en est due.

D’un Magistrat ignorant

C’est la Robe qu’on salue.